# Cantone di Charleville-La Houillère
Il Cantone di Charleville-La Houillère era una divisione amministrativa dell'arrondissement di Charleville-Mézières.
A seguito della riforma approvata con decreto del 21 febbraio 2014, che ha avuto attuazione dopo le elezioni dipartimentali del 2015, è stato soppresso.

## Composizione
Comprendeva parte della città di Charleville-Mézières e i comuni di:
- Damouzy
- Houldizy